# Opodepe
Opodepe é um município do estado de Sonora, no México.